# 4512 Sinuhe
4512 Sinuhe (1939 BM) là một tiểu hành tinh vành đai chính được phát hiện ngày 20 tháng 1 năm 1939 bởi Yrjö Väisälä ở Turku, Phần Lan.